# Progetto SIRIO
Il progetto SIRIO, acronimo per Satellite Italiano per la Ricerca Industriale Operativa, fu un programma di ricerca spaziale italiano costituito con l'obiettivo di sviluppare il settore delle telecomunicazioni satellitari. Il progetto, fondato nel 1968, dopo un lungo periodo di preparazione, venne completato con il lancio del satellite SIRIO il 25 agosto 1977 dalla base di lancio di Cape Canaveral. Il satellite, il primo ad essere costruito interamente in Italia, era adibito principalmente alle comunicazioni ad alte frequenze comprese tra i 12 e i 18 Ghz . L'esemplare di riserva del satellite Sirio, denominato Sirio 2 avrebbe dovuto essere impiegato per ulteriori esperimenti ma precipitò nell'Oceano atlantico a seguito del fallimento del suo lancio effettuato il 9 settembre 1982 tramite un razzo vettore Ariane .